# Tasata centralis
Tasata centralis är en spindelart som beskrevs av Ramírez 2003. Tasata centralis ingår i släktet Tasata och familjen spökspindlar. Inga underarter finns listade i Catalogue of Life.